# Люсе (Мёрт и Мозель)
Люсе́ (фр. Lucey) — коммуна во французском департаменте Мёрт и Мозель региона Лотарингия. Относится к кантону Туль-Нор.	

## География
Люсе расположен в окретсностях Туля в 55 км к юго-западу от Меца и в 26 км к западу от Нанси. Соседние коммуны: Ланье на севере, Буврон на северо-востоке, Брюле и Панье-деррьер-Барин на юге, Ланёввиль-деррьер-Фуг на юго-западе, Тронд на западе.
Жители Люсе заняты виноградарством.

## История
- Люсе со времён Древнего Рима был винодельческой деревней. Название коммуны — от лат. Luciacus, сокращённого от лат. vicus Lucius («вилла Луция»).

## Демография
Население коммуны на 2010 год составляло 580 человек.
| 1962 | 1968 | 1975 | 1982 | 1990 | 1999 | 2010 |
| ---- | ---- | ---- | ---- | ---- | ---- | ---- |
| 560  | 538  | 501  | 507  | 558  | 579  | 580  |

## Достопримечательности
- Дом-музей сельского хозяйства Лотарингии, представляет жизнь лотарингской деревни в XVIII—XX века.
- Форты Люсе и Тронд.